# كبروية

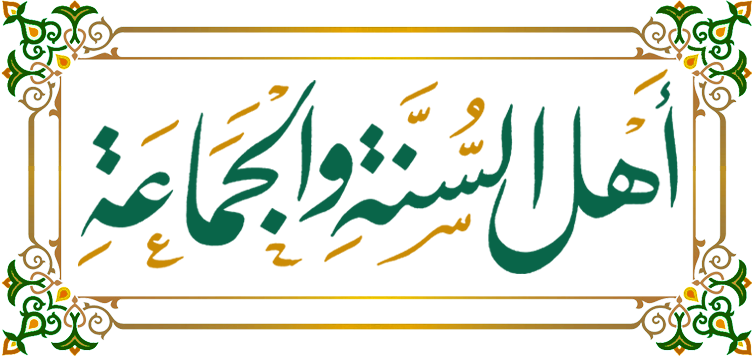

الكبرويَّة هي طريقة صوفية، أسسها الشيخ نجم الدين أبي الجناب أحمد بن عمر بن محمد الخوارزمي الكبري، الذي ولد وعاش في مدينة خيوة من أعمال خوارزم، وتوفي فيها نحو سنة 618 هـ.

## فروع الكبرويَّة
تتفرع الطريقة الكبرويَّة إلى فروع وهي:
- اليعقوبية: نسبة إلى الشيخ يعقوب بن الحسن الصرفي الكشميري.
- الفردوسيَّة: شيخها الإمام شرف الدين أحمد بن يحيى المنيري.[2]